# Rogas sanchezi
Rogas sanchezi är en stekelart som först beskrevs av Baker 1917.  Rogas sanchezi ingår i släktet Rogas och familjen bracksteklar. Inga underarter finns listade i Catalogue of Life.